# 村松和明
村松 和明（むらまつ やすはる、1963年 - ）は、愛知県岡崎市出身の日本の著作家、美術史家、キュレーターである。

## 来歴
武蔵野美術大学卒業。2003年、スペイン政府の給付により渡欧、サルバドール・ダリ、ジョアン・ミロを研究。
研究論文をもとに構成されたNHKの特別番組「私が噂のダリである」が国際エミー賞(International Emmy Award 2006)に、ファイナル・ノミネートされる。キュレーションでは「村山槐多]の全貌」展が、2011年美連協大賞・奨励賞を受賞。
銀座 永井画廊が企画展「村松和明展」（2014年 東京）を開催、美術家・著作家としての活動をまとめた『不可思議な梢―four Elements　村松和明作品集』を刊行。

## 主な著書
- 『もっと知りたい サルバドール・ダリ 生涯と作品』（東京美術 2016年）
- 『ダリをめぐる不思議な旅』（ラピュータ 2010年）
- 『引き裂かれた絵の真相 夭折の天才 村山槐多の謎』（講談社 2013年）
- 『村山槐多全作品集　真実の眼ーガランスの夢』（求龍堂 2019年）、
- 『もっと知りたい 村山槐多 生涯と作品』（東京美術2019年）
- 『不可思議な梢―four Elements 村松和明作品集』（永井画廊 2014年）

## 主な著作
- 特集 サルバドール・ダリ　美術手帳10月号』 監修・執筆（美術出版社 2016年）
- 『ダリ大図鑑』（美術の窓　生活の友社 2004年）
- 『卵にこもりたかったダリ』（ダリ生誕100年祭 諸橋近代美術館 2004年）
- 『ダリをめぐるゴッホとミレーの謎』（美術の杜 創刊号 2004年）
- 『ダリの太陽と自画像のメタモルフォーゼ』（『岡崎市美術博物館研究紀要第1号』2005年）
- 『ダリのオブセッションと可食的オブジェ』（ダリの宇宙とシュルレアリスムの巨匠展 愛媛県美術館 2006年）
- 『特集 孤高のアニマリズム 村山槐多　花美術館Vol51』 監修・執筆（花美術館 2016年）
- 『謎の大作《日曜の遊び》―描いたのは、村山槐多か山本鼎か』（『岡崎市美術博物館研究紀要第3号』2009年）
- 生来のシュルレアリスト村山槐多―パリの芸術潮流との比較考証』（村山槐多の全貌展 2011年）
- 『柳瀬正夢の槐多体験』（柳瀬正夢展 1900-1945 2014年)
- 『村山槐多』《赤ダリア》―新発見の油彩画に見いだされた新たな表現（『岡崎市美術博物館研究紀要第6号』2015年）
- 『シュルレアリスムの視覚的表象』（シュルレアリスムの巨匠展 1998年）
- 『シュルレアリスムの表皮』(（シュルレアリスム展 美術館連絡協議会 2007年）
- 『マグリットあるいはイメージのアンチテーゼ』（ベルギーの巨匠5人展 2000-2001年）
- 『デルヴォー夢の彼方へ』（ベルギーの巨匠5人展 2000-2001年）
- 『デルヴォー夢のオデッセイ―沈黙と不在の果ての理想』（ポール・デルヴォー展 夢をめぐる旅 2012年）
- 『エルンストのヴォワイヤンの瞳～幻影と見えざる眼』（マックス・エルンスト展 2001年）
- 『ジョアン・ミロ　その深淵にある喜びと悲しみ』（太陽の賛歌ミロ展 2002年）
- 『なぜ恋人たちは空を飛ぶ―シャガールの超現実的表現とロシアの地、およびユダヤの精神性の関連について』（色彩の詩人シャガール展 2008年）
- 『ロシア人のための美術館と没収されたフランス名画』（渋沢栄一記念財団　2014年）
- 『パリの芸術表現とプリミティヴィスム―キュビスム、シュルレアリスム、そしてエコール・ド・パリ』（エコール・ド・パリ-プリミティヴィスムとノスタルジー展 2006年）
- 『近代美術における純粋性の探求』（アジアパラアートTokyo 2009年）
- 『限りなく清透なる幻視者たち』（山下清とその仲間たち展 2004年）
- 『ピーターラビットの秘密』（ピーターラビット展 2001年）
- 『トーべ・ヤンソンとムーミンの謎』（トーベ・ヤンソンとムーミン展 2003年）
- 『人をばかにした国芳、あるいはマグリットとダリ』（江戸のシュールでリアルな美「驚きの浮世絵」展 2004年）
- 『モネの眼と浮世絵の偶然』（江戸のシュールでリアルな美「驚きの浮世絵」展 2004年）
- 『ビートルズと日本の文化 ―サージェント・ペパーズ・ロンリー・ハーツ・クラブ・バンドにおける一考察』（『スウィンギン・ロンドン50's-60's』共著 梧桐書院 2010年）
- 村松和明作品集『不可思議な梢―four Elements』（永井画廊　2014年　※上記論文の一部を除き所収）